# محمد علي سليمان
محمد علي سليمان (2 أكتوبر 1947 -) هو عازف وملحن مصري.

## حياته
ولد في 2 أكتوبر 1947 في محافظة الإسكندرية ودرس بمدارسها كما درس في معهد الوسيقي كونسر فتوار في الإسكندرية وتخصص في العزف على آلة الكمان وتخرج 1966-1967 وهو والد المطربة أنغام والممثلة غنوة، وأخو المطرب الراحل عماد عبد الحليم.

## مسيرته
عزف محمد سليمان سولو في أغنية إسكندراني ولما استمع إليه أعضاء لجنة الاستماع بإذاعة الإسكندرية حافظ عبد الوهاب وعبد الحميد حمدي تم إصدار قرار بأن يزداد عدد أعضاء الفرقة الموسيقية على أن يكون هو من بينهم بصفة دائمة، كما كتب وألف في الموسيقى التصويرية لعدد من الأفلام مثل فيلم عنتر شايل سيفه، فيلم فتوة الناس الغلابة، فيلم العربجي، فيلم بئر الخيانة وأيضًا موسيقي المسلسلات التليفزيونية مثل مسلسل الضباب ومسلسل حكاية المليون ومسلسل سر الأرض للمخرج أحمد بدر الدين وكذلك المسلسلات الإذاعية ومنها مسلسل القلب الكبير.